# Khaled Ali
Khaled Ali (Arabisch: خالد علي) (Mit Ya'ish - Daqahliyya, 26 februari 1972) is een Egyptisch jurist en politicus. Hij is advocaat op het gebied van arbeidsrecht en mensenrechten. Hij was een van de presidentskandidaten tijdens de verkiezingen van 2012.

## Biografie
Ali studeerde rechten aan de Universiteit van Zagazig en slaagde hier in 1994. Hierna begon hij zijn loopbaan als advocaat op het gebied van arbeidsrecht en mensenrechten. In 1999 was hij een van de oprichters van het Centrum Hisham Moebarak voor Recht. Verder stond hij in 2008 aan de wieg van het Front voor de Verdediging van Demonstranten en in 2009 van het Egyptisch Centrum voor Economische en Sociale Rechten (ECESR).
Hij won een aantal in het oog springende rechtszaken. Bijvoorbeeld haalde hij in 2010 een minimumloon voor alle arbeiders in Egypte binnen ter hoogte van 1200 Egyptische pond. Verder wist hij de door corruptie omgeven nationalisering van drie landelijke bedrijven ongedaan te krijgen en klaagde hij tijdens het presidentschap van Hosni Moebarak verschillende regeringsfunctionarissen aan wegens corruptie.
Tijdens de Egyptische Revolutie van 2011 betoogde Ali mee op het Tahrirplein. Ook verzamelden hij en collega's bewijsmateriaal over de doodsoorzaak van demonstranten die tijdens de protesten om het leven waren gekomen. De tweede premier sinds de revolutie, Essam Sharaf vroeg Ali om aan te treden in diens overgangsregering als minister van arbeid. Hij wees dit hij echter af, omdat hij niet onder leiding van generaals wilde dienen. In 2011 werd hij door Misriyyin Did al-Fasad onderscheiden als 'Egyptisch Strijder tegen Corruptie'. Het prijzengeld schonk hij aan de campagne No Military Trials for Civilians van oprichter Mona Seif.
In februari 2012 legde hij de leiding over het ECESR neer en stelde hij zich kandidaat tijdens de presidentsverkiezingen in juni van dat jaar. Met zijn leeftijd van veertig jaar was hij de jongste presidentskandidaat. Hij presenteerde zich als de volkskandidaat die sociale gerechtigheid tot zijn fundament rekent en strijdt tegen het kapitalisme. Hij werd vooraf al niet beschouwd als een van de kanshebbers. De verkiezingen werden uiteindelijk gewonnen door de leider van de Moslimbroeders, Mohamed Morsi.
In november 2013 was hij een van de driehonderd leden van de Socialistische Volksalliantie die uit protest hun lidmaatschap opzegden. De partij werd massaal door leden de rug toegekeerd vanwege onvrede over het beleid en het leiderschap van de partij.